# Valloriate
Valloriate – miejscowość i gmina we Włoszech, w regionie Piemont, w prowincji Cuneo.
Według danych na rok 2004 gminę zamieszkiwało 166 osób, 10,4 os./km².